# 908 Buda
908 Buda è un asteroide della fascia principale del diametro medio di circa 24,37 km. Scoperto nel 1918, presenta un'orbita caratterizzata da un semiasse maggiore pari a 2,4721892 UA e da un'eccentricità di 0,1479236, inclinata di 13,40361° rispetto all'eclittica.
Il suo nome è in onore all'antica città di Buda, che oggi identifica la parte vecchia della città di Budapest, la capitale dell'Ungheria.